# Закон и порядок: Специальный корпус (сезон 18)
Премьера восемнадцатого сезона полицейского процедурала «Закон и порядок: Специальный корпус» состоялась 21 сентября 2016 года на американском телеканале NBC; заключительная серия сезона вышла в эфир 24 мая 2017 года. В общей сложности, восемнадцатый сезон состоял из двадцати одного эпизода.

## Актеры и персонажи
| - Маришка Харгитей — лейтенант Оливия Бенсон - Келли Гиддиш — детектив Аманда Роллинс - Айс Ти — детектив Фин Тутуола - Питер Сканавино — детектив Доминик «Сонни» Кариси - Рауль Эспарса — помощник окружного прокурора Рафаэль Барба | - Роберт Джон Берк — лейтенант Эд Такер - Питер Галлахер — заместитель начальника полиции Уильям Доддс - Кэлли Торн — адвокат Никки Стейнс - Элизабет Марвел — адвокат Рита Калхун - Делани Уильямс — адвокат Джон Бьюкенен - Билл Ирвин — доктор Питер Линдстром |

## Эпизоды
| № общий | № в сезоне | Название                                      | Режиссёр          | Автор сценария                                                          | Дата премьеры    | Зрители (млн) |
| --- | ---------- | --------------------------------------------- | ----------------- | ----------------------------------------------------------------------- | ---------------- | ------------- |
| 390 | 1          | «Terrorized» «Затерроризированный»            | Алик Сахаров      | Рик Ид и Джули Мартин                                                   | 21 сентября 2016 | 7,83          |
| В Центральном парке находят маленького мальчика, который не говорит по-английски. Бенсон отвечает на вызов и отправляется за ребёнком, чтобы забрать его с улицы, однако тот направляет на Оливию заряженный пистолет. После того как Бенсон удаётся разоружить мальчика, она направляет все силы своего отдела на поиск его родителей. Детективы очень скоро выясняют, что отец и мать ребёнка — радикалы, которые планируют совершить теракт. При попытке их задержания отец гибнет в перестрелке, а мать удаётся взять живой. На допросе она заявляет, что сама является жертвой, так как её многократно насиловали, избивали и заставляли участвовать в подготовке к террористическому акту. Это признание вызывает раздор между Бенсон и Барбой, так как Оливия требует снисхождения к задержанной, а окружной прокурор считает, что её нужно осудить по всей строгости закона. Тем временем, заместитель комиссара Доддс, до сих пор не смирившийся с гибелью сына, в пылу спора обвиняет Бенсон в его смерти. |            |                                               |                   |                                                                         |                  |               |
| 391 | 2          | «Making a Rapist» «Создавая насильника»       | Майкл Прессман    | Кевин Фокс                                                              | 28 сентября 2016 | 6,09          |
| Шон Робертс, осуждённый за изнасилование и отсидевший в тюрьме 16 лет, выходит на свободу после того, как проверка ДНК, имеющегося в деле, доказала его невиновность. На воле он начинает дружить с Мелани, жертвой изнасилования, которая ошибочно опознала его как преступника и дала показания против него в суде, и её дочерью Эшли. Однако вскоре Эшли насилуют и убивают, а мать жертвы заявляет, что слышала голос Робертса незадолго до преступления. Тем временем, адвокат Робертса утверждает, что его клиента подставил Фин, так как он был офицером, произведшем арест Шона 16 лет назад, а теперь является ответчиком по делу о многомиллионном иске, поданном Робертсом из-за несправедливого приговора. - Приглашенная звезда: Келли Уильямс - В этой серии в качестве камео появляется вице-президент США Джо Байден. |            |                                               |                   |                                                                         |                  |               |
| 392 | 3          | «Imposter» «Самозванец»                       | Жан де Сегонзак   | Рик Ид и Гевин Харрис                                                   | 5 октября 2016   | 5,76          |
| Детективы спецкорпуса расследуют дело о случайной передозировке матери обеспеченного семейства. Придя в себя, женщина заявляет, что была изнасилована человеком, который выдал себя за председателя приёмной комиссии университета и пообещал гарантированное поступление её сына в обмен на секс. В ходе расследования выясняется, что этот мужчина, оказавшийся охранником кампуса по имени Том Меткалф (играет Уоллес Лэнгэм), обманул таким образом десятки женщин. Однако в разговоре с детективами он утверждает, что секс всегда был добровольным, а он просто слегка преувеличивал свои заслуги и возможности. Бенсон убеждает Барбу обвинить Меткалфа в многочисленных изнасилованиях, однако, когда дело доходит до суда, судья отказывается признавать, что в деле есть состав преступления. - Приглашенная звезда: Пола Маршалл |            |                                               |                   |                                                                         |                  |               |
| 393 | 4          | «Heightened Emotions» «Сильные эмоции»        | Алекс Чаппл       | Джули Мартин и Селин Си Робинсон                                        | 12 октября 2016  | 5,88          |
| Полицейский патруль находит знаменитую спортсменку, входящую в олимпийский резерв, пьяной и истекающей кровью на улице. Спецкорпус берётся за расследование этого дела и выясняет, что жертва ведёт двойную жизнь и тайно занимается проституцией. Ситуация осложняется тем, что её поведение отличается крайней нестабильностью, и детективы начинают подозревать, что она страдает от биполярного расстройства. Тем временем, сестра Роллинс Ким выходит из тюрьмы по УДО и переезжает к Аманде. |            |                                               |                   |                                                                         |                  |               |
| 394 | 5          | «Rape Interrupted» «Прерванное изнасилование» | Майкл Прессман    | Джули Мартин и Брианна Йеллен                                           | 26 октября 2016  | 5,85          |
| Сын бывшего напарника Бенсон Патрика Гриффина обвиняется в изнасиловании пьяной девушки, находившейся без сознания. Он говорит, что его сын невиновен, и просит Оливию замять дело. Однако когда Бенсон отказывается выполнить его просьбу, Гриффин решается нарушить закон ради оправдания своего сына. - Приглашенная звезда: Энтони Эдвардс |            |                                               |                   |                                                                         |                  |               |
| 395 | 6          | «Broken Rhymes» «Плохие рифмы»                | Адам Бернстайн    | Рик Ид и Джеффри Бейкер                                                 | 9 ноября 2016    | 5,55          |
| Трансгендерную женщину насилуют и избивают до полусмерти в туалете торгового центра. Расследование приводит детективов спецкорпуса к главе крупного музыкального лейбла, чья идеология направлена против ЛГБТ-сообщества. Однако, когда жертва умирает в больнице, детективы понимают, что это дело более запутанное, чем кажется на первый взгляд. - Приглашенная звезда: Вайклеф Жан |            |                                               |                   |                                                                         |                  |               |
| 396 | 7          | «Next Chapter» «Следующая глава»              | Фред Бернер       | Рик Ид и Гевин Харрис                                                   | 4 января 2017    | 5,82          |
| Женщина, ставшая жертвой сексуального насилия, утверждает, что на неё напал мужчина, который преследовал её ранее, получил за это тюремный срок и недавно вышел на свободу. Детективы берутся за расследование этого дела и вскоре понимают, что оно гораздо сложнее, чем кажется на первый взгляд. Выяснение личности настоящего преступника ставит жизнь Кариси под угрозу. Тем временем, Такер размышляет о выходе на пенсию и предлагает Оливии тоже подумать об этом. Однако Бенсон оказывается не готова к таким переменам в собственной жизни. |            |                                               |                   |                                                                         |                  |               |
| 397 | 8          | «Chasing Theo» «Преследуя Тео»                | Жан де Сегонзак   | Джули Мартин и Роберт Брукс Коэн                                        | 11 января 2017   | 6,05          |
| Шестилетнего мальчика похищают из его собственной постели. Детективы выясняют, что это случилось во время наркотической вечеринки, устроенной его матерью в своей квартире. Это дело заставляет нервничать, как Бенсон, так и Роллинс, которые представляют, что жертвой могли бы стать и их дети. Тем временем, Оливия принимает решение расстаться с Такером. - Приглашенная звезда: Рашель Лефевр |            |                                               |                   |                                                                         |                  |               |
| 398 | 9          | «Decline and Fall» «Упадок и разрушение»      | Жан де Сегонзак   | Эд Закерман и Роберт Брукс Коэн                                         | 18 января 2017   | 6,46          |
| Девушка, работавшая барменом на вечеринке богатой и влиятельной семьи, подозревает, что была накачана наркотиками и изнасилована. Однако вещество, подсыпанное ей, вызывает полную потерю памяти, поэтому девушка не помнит ничего из произошедшего. Под подозрение попадает вся мужская половина семьи, и чем дальше детективы продвигаются в расследовании, тем больше тёмных тайн этого семейства выходят наружу. |            |                                               |                   |                                                                         |                  |               |
| 399 | 10         | «Motherly Love» «Материнская любовь»          | Маришка Харгитей  | Рик Ид и Джули Мартин                                                   | 8 февраля 2017   | 6,93          |
| Пятнадцатилетний подросток убивает из ружья человека, который насилует его мать. Позже он понимает, что жертвой стал его лучший друг и одноклассник. Мать мальчика, психиатр, утверждает, что убитый преследовал её уже несколько месяцев и, в конечном счёте, напал на неё. Однако в ходе расследования детективы начинают подозревать, что мать манипулирует сыном и не так невинна, как кажется на первый взгляд. - Приглашенная звезда: Сара Уинтер |            |                                               |                   |                                                                         |                  |               |
| 400 | 11         | «Great Expectations» «Большие надежды»        | Марта Митчелл     | Кевин Фокс и Брендан Фини                                               | 15 февраля 2017  | 6,00          |
| Тринадцатилетний хоккеист после проигрыша в игре подвергается сексуальному насилию со стороны своего товарища по команде по имени Кайл. Дело осложняется тем, что жертва вскоре умирает. Детективы спецкорпуса арестовывают Кайла по обвинению в изнасиловании и непреднамеренном убийстве, и вскоре им становится ясно, что задержанный сам является жертвой насилия в семье, и напал на своего друга по приказу своего отца, взбешенного поражением команды. Однако мальчик настолько предан отцу, что отказывается свидетельствовать против него, несмотря на то, что в противном случае ему самому грозит серьёзный тюремный срок. |            |                                               |                   |                                                                         |                  |               |
| 401 | 12         | «No Surrender» «Не сдаваться»                 | Стефани Марквардт | Гевин Харрис и Кинан Коупен                                             | 22 февраля 2017  | 5,76          |
| Героя войны, рейнджера армии США находят изнасилованной после вечеринки, посвящённой её возвращению домой. Детективы спецкорпуса начинают расследование этого дела и сталкиваются с тем, что жертва отказывается сотрудничать с ними, считая, что сама виновата в случившемся. Таким образом, Оливия понимает, что ей необходимо убедить военнослужащую в том, что в произошедшем нет её вины и ей абсолютно нечего стыдиться. |            |                                               |                   |                                                                         |                  |               |
| 402 | 13         | «Genes» «Гены»                                | Майкл Прессман    | Рик Ид и Селин Си Робинсон                                              | 22 марта 2017    | 5,19          |
| Детективы спецкорпуса расследуют дело об изнасиловании девушки, работающей в баре, и быстро находят преступника. Тот признает факт изнасилования, но настаивает на собственной невиновности, поскольку, по его мнению, он является носителем гена насильника и ничего не может с собой поделать. Это заявление заставляет Оливию вновь вспомнить об обстоятельствах своего рождения и задуматься о том, унаследовал ли Ноа преступные гены своего отца. |            |                                               |                   |                                                                         |                  |               |
| 403 | 14         | «Net Worth» «Чистая стоимость»                | Алекс Чаппл       | Рик Ид и Джеффри Бейкер                                                 | 29 марта 2017    | 5,00          |
| Молодая сотрудница инвестиционного банка обвиняет своего клиента-миллиардера в изнасиловании. Детективам спецкорпуса приходится действовать очень осторожно, чтобы собрать неопровержимые улики против подозреваемого, поскольку тот очень богат и влиятелен и пользуется этим, пытаясь замять дело с помощью подкупа и взяток. Тем временем, Фин сдаёт экзамен на сержанта. - Приглашенные звезды: Тейт Донован и Мисси Перегрим |            |                                               |                   |                                                                         |                  |               |
| 404 | 15         | «Know It All» «Знаю всё»                      | Джонатан Херрон   | Эд Закерман и Кевин Фокс                                                | 5 апреля 2017    | 5,07          |
| Детективы спецкорпуса подозревают разработчика приложения, которое способно отслеживать и идентифицировать людей, в убийстве его девушки. Однако компьютерные навыки подозреваемого позволяют ему дискредитировать все улики, свидетельствующие против него, а также поставить под угрозу карьеру Барбы. |            |                                               |                   |                                                                         |                  |               |
| 405 | 16         | «The Newsroom» «Отдел новостей»               | Джоно Оливер      | Сценарий: Джули Мартин и Брианна Йеллен Сюжет: Уоррен Ли и Джули Мартин | 26 апреля 2017   | 5,22          |
| Ведущая новостей Хайди Соренсон в прямом эфире обвиняет продюсера канала в изнасиловании, однако позже она отказывается от своих слов. Бенсон понимает, что поступок Хайди связан с боязнью лишиться работы, и всеми силами пытается убедить её заявить на насильника, чтобы тот не смог избежать ответственности за свои поступки. Однако вскоре детективы спецкорпуса узнают, что список жертв продюсера не ограничивается одной Хайди. - Приглашенная звезда: Бонни Сомервилл |            |                                               |                   |                                                                         |                  |               |
| 406 | 17         | «Real Fake News» «Настоящие фейковые новости» | Марта Митчелл     | Эд Закерман                                                             | 3 мая 2017       | 5,06          |
| Конгрессмен США становится объектом интернет-травли, так как некий анонимный сайт обвиняет его в использовании услуг несовершеннолетних проституток. Он обращается в спецкорпус, чтобы детективы провели расследование, касающееся детской проституции, и доказали, что он не имеет к ней никакого отношения. Бенсон и Роллинс выходят на владельца сайта, но тот не только отказывается сотрудничать, но и начинает распространять ложную информацию про них и про их детей. |            |                                               |                   |                                                                         |                  |               |
| 407 | 18         | «Spellbound» «Очарованный»                    | Жан де Сегонзак   | Гевин Харрис и Кинан Коупен                                             | 10 мая 2017      | 5,01          |
| Парень приводит свою девушку в спецкорпус и заявляет, что она была изнасилована популярным духовным гуру во время прохождения его ретрита. Гуру признаёт факт секса, но настаивает, что всё произошло по взаимному согласию. После того как Барба выслушивает показания потерпевшей, он начинает подозревать, что та была изнасилована под гипнозом, и понимает, что доказать это в суде будет не так просто. - Приглашенная звезда: Стюарт Таунсенд |            |                                               |                   |                                                                         |                  |               |
| 408 | 19         | «Conversion» «Преобразование»                 | Алекс Чаппл       | Кевин Фокс и Брендан Фини                                               | 17 мая 2017      | 5,56          |
| Детективов спецкорпуса вызывают в отель, где произошло изнасилование девушки, которая в составе церковной группы из Индианы приехала в Нью-Йорк на экскурсию. Вскоре после этого в нападении признаётся друг жертвы, являющийся членом той же церкви. Однако он утверждает, что не хотел сделать ничего плохого, а пытался исцелить подругу от гомосексуальности и спасти её душу тем способом, который предлагает их вера. Детективы проводят дальнейшее расследование, чтобы понять, сам ли насильник принял такое решение, или оно было подсказано ему кем-то ещё. - Приглашенная звезда: Кейси Котт |            |                                               |                   |                                                                         |                  |               |
| 409 | 20         | «American Dream» «Американская мечта»         | Жан де Сегонзак   | Рик Ид и Джули Мартин                                                   | 24 мая 2017      | 5,80          |
| Трое неизвестных нападают на мусульманскую семью, владеющую рестораном, в результате чего погибают два человека. Полиция Нью-Йорка классифицирует произошедшее как преступление, совершённое на почве ненависти. Вскоре детективы спецкорпуса находят свидетеля нападения, способного опознать одного из преступников. Однако тот оказывается нелегальным иммигрантом, и когда его депортируют в родную страну, то суд над опознанным подозреваемым оказывается под угрозой. Ситуация также осложняется усиливающимися протестами мусульманской общественности, требующей наказания виновных. - Приглашенная звезда: Керк Асеведо |            |                                               |                   |                                                                         |                  |               |
| 410 | 21         | «Sanctuary» «Святилище»                       | Майкл Прессман    | Рик Ид и Джули Мартин                                                   | 24 мая 2017      | 5,80          |
| Спецкорпус продолжает расследование жестокого нападения на мусульманскую семью. Из-за депортации главного свидетеля обвинения подозреваемого приходится отпустить, что вызывает гнев общественности. Детективам и Барбе приходится использовать не самые благородные способы, чтобы вновь арестовать подозреваемого, а также заставить его назвать имена других участников нападения. Тем временем, протесты на улицах становятся все сильнее. - Приглашенная звезда: Керк Асеведо |            |                                               |                   |                                                                         |                  |               |